# Oussama Chaouali
Oussama Chaouali (arabe : أسامة الشوالي), né le 12 mai 1990 à Tunis[réf. à confirmer], est un journaliste d'investigation et une personnalité médiatique tunisienne. Il est notamment actif pour l'émission Les 4 vérités diffusée sur la chaîne El Hiwar El Tounsi.

## Biographie
En mars 2018, il présente la nouvelle rubrique de son émission hebdomadaire Chabebcom diffusée sur Radio Tunis et destinée aux jeunes.
En février 2020, il est innocenté par le tribunal de première instance de Grombalia après une agression lors d'un reportage pour l'émission Les 4 vérités sur la maltraitance subie par les résidents d'une maison de retraite,. En septembre 2021, il est arrêté au cimetière du Djellaz alors qu'il tourne un reportage en rapport avec un supposé trafic d'ossements humains pour le compte de la même émission ; il est auditionné plusieurs heures avant que l'affaire ne soit classée.
En mars 2022, Leïla Ben Ali, veuve de l'ancien président Zine el-Abidine Ben Ali, lui accorde une interview dans le cadre de l'émission Jaoueb Hamza sur Mosaïque FM.

## Émissions et médias
- 2015 : chroniqueur à l'Établissement de la radio tunisienne (émission Chabebcom)[1]
- 2018 : producteur sur El Hiwar El Tounsi (émission Les 4 vérités)[1]
- 2019 : animateur sur Shems FM (émission La Mission)[1]
- 2021 : animateur sur Mosaïque FM (émission Kawaliss)[1]

## Prix
Il reçoit le prix du meilleur travail journalistique télévisé pour l'année 2021 remis par la Fondation Friedrich-Naumann et le Centre africain de perfectionnement des journalistes et communicateurs.